# Adelphochernes mindanensis
Espèce
Adelphochernes mindanensis est une espèce de pseudoscorpions de la famille des Chernetidae.

## Distribution
Cette espèce est endémique de Mindanao aux Philippines. Elle se rencontre vers Mommangan.

## Étymologie
Son nom d'espèce, composé de mindan[ao] et du suffixe latin -ensis, « qui vit dans, qui habite », lui a été donné en référence au lieu de sa découverte, Mindanao.

## Publication originale
- Beier, 1937 : Neue ostasiatische Pseudoscorpione aus dem Zoologischen Museum Berlin. Mitteilung aus dem Zoologischen Museum in Berlin, vol. 22, p. 268-279.